# وزیر تعاون، کار و رفاه اجتماعی
وزیر تعاون، کار و رفاه اجتماعی وزیر وزارت‌خانهٔ تعاون، کار و رفاه اجتماعی و یکی از اعضای هیئت دولت جمهوری اسلامی ایران است.
نخستین وزیر این وزارت‌خانه عبدالرضا شیخ‌الاسلامی بود که با ۲۰۴ رأی موافق، ۳۱ مخالف و ۱۰ ممتنع رأی آورد. وی در تاریخ ۱۵ بهمن ۱۳۹۱ استیضاح و برکنار شد. در ۱۵ اردیبهشت ۱۳۹۲ نمایندگان مجلس، با ۲۰۰ رأی موافق، ۴۰ رأی مخالف و ۱۲ رأی ممتنع از مجموع ۲۵۲ آرای مأخوذه، اسدالله عباسی را برای تصدی وزارت کار، تعاون و رفاه اجتماعی برگزیدند. با آغاز کار دولت یازدهم و دوازدهم، علی ربیعی برای تصدی وزارت تعاون به مجلس معرفی شد و از مجلس دو بار رأی اعتماد گرفت اما در سال ۱۳۹۷ با استیضاح از کار برکنار شد. پس از او محمد شریعتمداری عهده‌دار این وزارت‌خانه شد. در دولت سیزدهم در تاریخ ۳ شهریور ۱۴۰۰ حجت‌الله عبدالملکی با ۱۹۱ رای موافق، عهده‌دار این وزارت‌خانه شد ولی پس از حدود ۱۰ ماه استعفا داد و رئیس‌جمهور محمدهادی زاهدی‌وفا را به‌عنوان سرپرست وزارت‌خانه جایگزین او کرد و سپس با معرفی سید صولت مرتضوی به‌عنوان وزیر پیشنهادی، وی در ۲۷ مهر ۱۴۰۱ از مجلس شورای اسلامی رأی اعتماد گرفت.

## فهرست
| ر. | نام              | نام                                  | نگاره                                    | آغاز تصدی     | پایان تصدی       | دولت          | رئیس‌جمهور | م.     |
| -- | ---------------- | ------------------------------------ | ---------------------------------------- | ------------- | ---------------- | ------------- | --------- | ------ |
| ۱  |                  | عبدالرضا شیخ‌الاسلامی (زادهٔ ۱۳۴۶)     |                                          | ۱۲ مرداد ۱۳۹۰ | ۱۵ بهمن ۱۳۹۱     | دهم           | احمدی‌نژاد | [ ۱ ]  |
| –  |                  | اسدالله عباسی (زادهٔ ۱۳۴۰)            |                                          | ۱۶ بهمن ۱۳۹۱  | ۱۵ اردیبهشت ۱۳۹۲ | دهم           | احمدی‌نژاد | [ ۲ ]  |
| ۲  | ۱۵ اردیبهشت ۱۳۹۲ | اسدالله عباسی (زادهٔ ۱۳۴۰)            | ۲۴ مرداد ۱۳۹۲                            | [ ۳ ]         |                  | دهم           | احمدی‌نژاد |        |
| ۳  |                  | علی ربیعی (زادهٔ ۱۳۳۴)                |                                          | ۲۴ مرداد ۱۳۹۲ | ۱۷ مرداد ۱۳۹۷    | یازدهم ‏       | روحانی    | [ ۴ ]  |
| ۳  | دوازدهم          | علی ربیعی (زادهٔ ۱۳۳۴)                | [ ۵ ] [ ۶ ]                              | ۲۴ مرداد ۱۳۹۲ | ۱۷ مرداد ۱۳۹۷    |               | روحانی    |        |
| –  | دوازدهم          |                                      | انوشیروان محسنی بندپی (زادهٔ ۱۳۳۵) سرپرست |               | ۲۰ مرداد ۱۳۹۷    | ۵ آبان ۱۳۹۷   | روحانی    | [ ۷ ]  |
| ۴  | دوازدهم          |                                      | محمد شریعتمداری (زادهٔ ۱۳۳۹)              |               | ۵ آبان ۱۳۹۷      | ۳ شهریور ۱۴۰۰ | روحانی    | [ ۸ ]  |
| ۵  |                  | حجت‌الله عبدالملکی (زادهٔ ۱۳۶۰)        |                                          | ۳ شهریور ۱۴۰۰ | ۱۴۰۱             | سیزدهم        | رئیسی     | [ ۹ ]  |
| –  |                  | محمدهادی زاهدی‌وفا (زادهٔ ۱۳۴۲) سرپرست |                                          | ۱۴۰۱          | ۲۷ مهر ۱۴۰۱      | سیزدهم        | رئیسی     | [ ۱۰ ] |
| ۶  |                  | سید صولت مرتضوی (زادهٔ ۱۳۴۰)          |                                          | ۲۷ مهر ۱۴۰۱   | ۳۱ مرداد ۱۴۰۳    | سیزدهم        | رئیسی     | [ ۱۱ ] |
| ۷  |                  | احمد میدری (زادهٔ ۱۳۴۲)               |                                          | ۳۱ مرداد ۱۴۰۳ | متصدی            | چهاردهم       | پزشکیان   | [ ۱۲ ] |